# Ola Rapace
Ola Rapace, nato Pär Ola Norell (Tyresö, 3 dicembre 1971), è un attore svedese.

## Biografia
Sposato con l'attrice Noomi Rapace dal 2001 al 2010, con cui ha deciso di adottare il comune cognome "Rapace" traendolo dal significato letterale che questa parola ha in italiano. Anche dopo la separazione, avvenuta nel 2011, ha scelto di mantenere questo cognome a fini artistici; i due hanno avuto un figlio nel 2003 di nome Lev.
Ha interpretato nella serie TV Wallander, basata su una serie di romanzi dello scrittore svedese Henning Mankell, la parte dell'ispettore Stefan Lindman, collaboratore dell'ispettore di polizia Kurt Wallander.

## Filmografia

### Cinema
- Together (Tillsammans), regia di Lukas Moodysson (2000)
- Syndare i sommarsol, regia di Daniel Alfredson (2001)
- Hus i helvete, regia di Susan Taslimi (2002)
- Flamingo, regia di Nanna Huolman (2003)
- Desmonds trashade äppelträd, regia di Magnus Carlsson (2004)
- Rancid, regia di Jack Ersgard (2004)
- Det luktar Urban, regia di Ylva Gustavsson (2005)
- Toleransens gränser, regia di Ann Holmgren (2005)
- Tusenbröder - Återkomsten, regia di Erik Leijonborg (2006)
- Allt om min buske, regia di Martina Bigert (2007)
- Dark Floors, regia di Martin Kjellberg e Nils Wåhlin (2007)
- Beyond (Svinalängorna), regia di Pernilla August (2010)
- Jag saknar dig, regia di Anders Grönros (2011)
- Skyfall, regia di Sam Mendes (2012)
- Ares, regia Jean-Patrick Benes (2016)
- Valerian e la città dei mille pianeti (Valerian and the City of a Thousand Planets), regia di Luc Besson (2017)

### Televisione
- Sjätte dagen – serie TV (1999)
- Pappa polis – miniserie TV (2002)
- Tusenbröder – serie TV, 12 episodi (2002-2007)
- Number One, regia di Mikael Hellström – film TV (2003)
- Kommissionen, regia di Jonas Grimås, Anders Lenhoff e Charlotte Berlin – miniserie TV (2005)
- Wallander – serie TV, 13 episodi (2005-2006)
- Anna Pihl – serie TV, 11 episodi (2007-2008)
- Der Kommissar und das Meer – serie TV, episodio 1x03 (2008)
- Selma, regia di Erik Leijonborg – film TV (2008)
- Livet i Fagervik – serie TV, episodio 2x01 (2009)
- Solsidan – serie TV, episodio 1x02 (2010)
- Stockholm - Båstad – serie TV (2011)
- Anno 1790 – serie TV, episodio 1x02 (2011)
- The Last Kingdom – serie TV, 7 episodi (2018)